# Czarne Doły (Studzionka)
Czarne Doły (dawn. Czarnedoły) – część wsi Studzionka w Polsce, położona w województwie śląskim, w powiecie pszczyńskim, w gminie Pszczyna. Leży na wschód od centrum wsi, w rejonie ulicy Powstańców.

## Historia
Czarnedoły stanowiły dawniej obszar dworski o nazwie Studzionka I i Czarnedoły w powiecie pszczyńskim, od 1922 w woj. śląskim. 1 października 1924 zniesiono obszary dworskie na obszarze województwa śląskiego, w związku z czym Czarnedoły włączono do gminy jednostkowej Studzionka.